# Шилтхорн
Шилтхорн (нем. Schilthorn) — вершина в Бернских Альпах высотой 2970 метров.
С Шилтхорна открывается круговой панорамный вид на Бернские Альпы, поэтому он является туристической достопримечательностью. В 1959 году швейцарский бизнесмен и бывший прыгун с трамплина Эрнст Фойц выступил с инициативой создания канатной дороги на вершину. Строительство продолжалось с 1963 года по 1967 год. Канатная дорога начинается в Штекельберге и включает четыре пересадки, в том числе в Мюррене.
План Фойца помимо канатной дороги включал строительство вращающегося панорамного ресторана на вершине, не имевшего аналогов. Канатная дорога была завершена, но строительство ресторана остановилось из-за финансовых трудностей. В январе 1968 года Фойц встретился с Хубертом Фрёлихом, руководившим производством фильма «На секретной службе Её Величества» из цикла о Джеймсе Бонде. Для съёмок фильма требовались канатная дорога и площадка в горах. Фойц и Фрёлих моментально договорились о том, что ресторан будет достроен на средства из бюджета фильма, а за это Шилтхорн будет предоставлен для съёмок. Интерьер ресторана, получившего название «Пиц Глория» (Piz Gloria) был создан Фрёлихом.
Шилтхорн является местом старта горнолыжных соревнований по скоростному спуску «Инферно». Первые соревнования состоялись в 1928 году, в 2012 году они прошли в 69-й раз.